# Káma tehénantilop
A Káma tehénantilop (Alcelaphus caama) az emlősök (Mammalia) osztályának párosujjú patások (Artiodactyla) rendjébe, ezen belül a tülkösszarvúak (Bovidae) családjába és a tehénantilop-formák (Alcelaphinae) alcsaládjába tartozó faj.

## Rendszertani besorolása
Korábban a vörös tehénantilop (Alcelaphus buselaphus) alfajaként tartották számon, Alcelaphus buselaphus caama néven; egyes rendszerezések még mindig annak tekintik.

## Előfordulása
Angola, Botswana, a Dél-afrikai Köztársaság, Namíbia és Zimbabwe területein honos.

## Megjelenése
Szőrzete egységesen rozsdabarna. Jellemző bélyege az orrán látható fekete sáv és a fekete sávok a lábain. Korábban a mértéktelen vadászat miatt majdnem kihalt, de az Afrika déli részén levő vadrezervátumokban és magánfarmokon élő néhány túlélő egyed aktív védelmével sikerült a fajt megmenteni. Mára elég gyakori fajjá vált ismét.